# Comuna Levinți, Chelmenți
Levinți (în ucraineană Лівинці, transliterat: Livînți) este o comună în raionul Chelmenți, regiunea Cernăuți, Ucraina, formată din satele Levinți (reședința) și Mihăileanca.

## Demografie
Componența lingvistică a comunei Levinți
     Ucraineană (98,56%)
     Alte limbi (1,44%)
Conform recensământului din 2001, majoritatea populației comunei Levinți era vorbitoare de ucraineană (98,56%), existând în minoritate și vorbitori de alte limbi.